# Tour de France 2016
Tour de France 2016 byl 103. ročníkem nejslavnějšího cyklistického závodu světa – Tour de France. Takzvaný Grand Départ začal etapou 2. července v Mont-Saint-Michel a skončil 24. července 2016 na Champs-Élysées v Paříži.
Potřetí v kariéře se vítězem Tour stal Brit Chris Froome.

## Týmy
Závodu se účastnilo 22 týmů, z toho 18 týmů UCI World Tour a 4 kontinentální týmy pozvané dne 4. března 2016 od pořadatele Tour společnosti Amaury Sport Organization na divokou kartu.
Na start se postavilo 9 závodníků z každého týmu, startovní pole mělo tedy maximálně 198 jezdců. 33 cyklistů startovalo na Tour de France vůbec poprvé. Jezdi pocházeli z celkově 35 zemí; Francie, Španělsko, Nizozemsko, Belgie, Itálie a Německo měly na startu závodu 10 nebo více jezdců. Nejmladším cyklistou na Tour byl ve věku 22 let Nor Sondre Holst Enger z týmu IAM Cycling, nejstarším pak Matteo Tosatto z týmu Tinkoff–Saxo, které mu bylo v době Tour 42 let. Nejmladší tým má pak tým Lampre–Merida a naopak nejstarší Lotto–Soudal.
Týmy, které nastoupily na start závodu:

### Favorité závodu
Hlavními favority na vítězství před zahájením Tour byli pasováni Chris Froome, Nairo Quintana a Alberto Contador. Dalšími možnými uchazeči o celkové vítězství byli často řazeni Richie Porte, Thibaut Pinot, Fabio Aru, Geraint Thomas, Vincenzo Nibali, Romain Bardet a Tejay van Garderen.

## Trať
Celkem bylo naplánováno 21 etap dlouhých celkem 3 535 kilometrů. Na závodníky čekalo 7 rovinatých etap, 1 kopcovitá, 11 horských etap, a rovněž 2 individuální časovky.
Pořadatel Tour společnost Amaury Sport Organization oznámila dne 24. listopadu 2014, že v roce 2016 začne Tour de France v departmentu Manche. Bylo to vůbec poprvé, kdy Tour začala v tomto francouzském departmentu. V prosinci téhož roku byl oznámen profil trati a její bližší informace. První etapa začala na úpatí ostrova Mont-Saint-Michel, odkud peloton zamířil na sever po celkem rovinatých úsecích vozovky k pláži Utah v Sainte-Marie-du-Mont, kde závod končil na památku vylodění spojeneckých sil v Normandii za 2. světové války. Druhá etapa začínala v Saint-Lô a po řadě malých stoupáních vrcholila v Cherbourg-Octeville. Zde jezdci čelili Côte de La Glacerie, což je 1,9 km dlouhé stoupání s převýšením až 14%. A konečně bylo oznámeno, že 3. etapa začne v Granville. V lednu 2015 potvrdili pořadatelé, že Tour navštíví popáté v historii Andorru (předchozími lety byly 1964, 1993, 1997 a 2009). Knížectví hostilo finiš 9. etapy, odpočinkový den v 10 etapě a začátek 11. etapy.
Trasu pro ročník 2016 odhalil v Kongresovém paláci v Paříži dne 20. října 2015 ředitel závodu Christian Prudhomme. Po startu v Manche zamířil peloton přes Angers a Limoges na jih, kde etapy končily hromadným spurtem. Pátá etapa byla považována jako první příležitost pro uchazeče v celkovém pořadí závodu; to představovalo dvě stoupání druhé kategorie ve Francouzském středohoří, jež mělo kopcovitý závěr. 6. etapa zamířila před přesunutím do Pyrenejí v sedmé etapě do města Montauban. Toto pohoří také hostilo dvě další etapy: horskou 8. etapu a finiš v Andoře v deváté etapě.
Obhájce titulu Chris Froome z Velké Británie řekl po oznámení profilu Tour pro ročník 2016, že očekává, že by mu ten profil závodu měl vyhovovat lépe než v předchozím roce: „Krásná věc na Tour de France je, že není jenom o jedné etapě - Myslím, že to cyklistu celkově pohltí - ale etapa, která pro mě určitě vyčnívá je na Mont Ventoux.“
| Etapa | Datum        | Trasa                                                | Vzdálenost       | Typ | Typ                  | Vítěz             |
| ----- | ------------ | ---------------------------------------------------- | ---------------- | --- | -------------------- | ----------------- |
| 1     | 2. července  | Mont-Saint-Michel – Utah Beach, Sainte-Marie-du-Mont | 188 km           |     | Rovinatá etapa       | Mark Cavendish    |
| 2 1   | 3. července  | Saint-Lô – Cherbourg-Octeville                       | 183 km           |     | Kopcovitá etapa      | Peter Sagan       |
| 3     | 4. července  | Granville – Angers                                   | 223,5 km         |     | Rovinatá etapa       | Mark Cavendish    |
| 4     | 5. července  | Saumur – Limoges                                     | 237,5 km         |     | Rovinatá etapa       | Marcel Kittel     |
| 5     | 6. července  | Limoges – Le Lioran                                  | 216 km           |     | Horská etapa         | Greg Van Avermaet |
| 6     | 7. července  | Arpajon-sur-Cère – Montauban                         | 190,5 km         |     | Rovinatá etapa       | Mark Cavendish    |
| 7     | 8. července  | L'Isle-Jourdain – Lac de Payolle                     | 162,5 km         |     | Horská etapa         | Steve Cummings    |
| 8     | 9. července  | Pau – Bagnères-de-Luchon                             | 184 km           |     | Horská etapa         | Chris Froome      |
| 9     | 10. července | Vielha Arán – Andorra-Arcalis                        | 184,5 km         |     | Horská etapa         | Tom Dumoulin      |
|       | 11. července | Andorra                                              | Andorra          |     | Den odpočinku        | Den odpočinku     |
| 10    | 12. července | Escaldes-Engordany (Andorra) – Revel                 | 197 km           |     | Horská etapa         | Michael Matthews  |
| 11    | 13. července | Carcassonne – Montpellier                            | 162,5 km         |     | Rovinatá etapa       | Peter Sagan       |
| 12    | 14. července | Montpellier – Mont Ventoux                           | 178 km           |     | Horská etapa         | Thomas De Gendt   |
| 13    | 15. července | Bourg-Saint-Andéol – La Caverne du Pont-d'Arc        | 37,5 km          |     | Individuální časovka | Tom Dumoulin      |
| 14    | 16. července | Montélimar – Villars-les-Dombes                      | 208,5 km         |     | Rovinatá etapa       | Mark Cavendish    |
| 15    | 17. července | Bourg-en-Bresse – Culoz                              | 160 km           |     | Horská etapa         | Jarlinson Pantano |
| 16    | 18. července | Moirans-en-Montagne – Bern                           | 209 km           |     | Rovinatá etapa       | Peter Sagan       |
|       | 19. července | Bern (Švýcarsko)                                     | Bern (Švýcarsko) |     | Den odpočinku        | Den odpočinku     |
| 17    | 20. července | Bern (Švýcarsko)– Finhaut Émosson (Švýcarsko)        | 184,5 km         |     | Horská etapa         | Ilnur Zakarin     |
| 18    | 21. července | Sallanches – Megève                                  | 17 km            |     | Horská časovka       | Chris Froome      |
| 19    | 22. července | Albertville – Saint-Gervais-les-Bains                | 146 km           |     | Horská etapa         | Romain Bardet     |
| 20    | 23. července | Megève – Morzine                                     | 146,5 km         |     | Horská etapa         | Jon Izagirre      |
| 21    | 24. července | Chantilly – Paříž                                    | 113 km           |     | Rovinatá etapa       | André Greipel     |

## Vývoj držení trikotů
| Etapa               | Vítěz etapy         | Celková klasifikace              | Bodovací soutěže             | Vrchařská soutěž             | Mladý jezdec            | Soutěž týmů               | Nejaktivnější jezdec             |
| ------------------- | ------------------- | -------------------------------- | ---------------------------- | ---------------------------- | ----------------------- | ------------------------- | -------------------------------- |
| 1.                  | Mark Cavendish      | Mark Cavendish                   | Mark Cavendish               | Paul Voss                    | Edward Theuns           | Lotto–Soudal              | Anthony Delaplace                |
| 2.                  | Peter Sagan         | Peter Sagan                      | Peter Sagan                  | Jasper Stuyven               | Julian Alaphilippe      | Orica-BikeExchange        | Jasper Stuyven                   |
| 3.                  | Mark Cavendish      | Peter Sagan                      | Mark Cavendish               | Jasper Stuyven               | Julian Alaphilippe      | Orica-BikeExchange        | Thomas Voeckler                  |
| 4.                  | Marcel Kittel       | Peter Sagan                      | Peter Sagan                  | Jasper Stuyven               | Julian Alaphilippe      | Orica-BikeExchange        | Oliver Naesen                    |
| 5.                  | Greg Van Avermaet   | Greg Van Avermaet                | Peter Sagan                  | Thomas De Gendt              | Julian Alaphilippe      | BMC Racing Team           | Thomas De Gendt                  |
| 6.                  | Mark Cavendish      | Greg Van Avermaet                | Mark Cavendish               | Thomas De Gendt              | Julian Alaphilippe      | BMC Racing Team           | Jukija Araširo                   |
| 7.                  | Steve Cummings      | Greg Van Avermaet                | Mark Cavendish               | Thomas De Gendt              | Adam Yates              | BMC Racing Team           | Vincenzo Nibali                  |
| 8.                  | Chris Froome        | Chris Froome                     | Mark Cavendish               | Rafał Majka                  | Adam Yates              | BMC Racing Team           | Thibaut Pinot                    |
| 9.                  | Tom Dumoulin        | Chris Froome                     | Mark Cavendish               | Thibaut Pinot                | Adam Yates              | Movistar Team             | Tom Dumoulin                     |
| 10.                 | Michael Matthews    | Chris Froome                     | Peter Sagan                  | Thibaut Pinot                | Adam Yates              | BMC Racing Team           | Peter Sagan                      |
| 11.                 | Peter Sagan         | Chris Froome                     | Peter Sagan                  | Thibaut Pinot                | Adam Yates              | BMC Racing Team           | Arthur Vichot                    |
| 12.                 | Thomas De Gendt     | Chris Froome                     | Peter Sagan                  | Thomas De Gendt              | Adam Yates              | BMC Racing Team           | Thomas De Gendt                  |
| 13.                 | Tom Dumoulin        | Chris Froome                     | Peter Sagan                  | Thomas De Gendt              | Adam Yates              | BMC Racing Team           | —                                |
| 14.                 | Mark Cavendish      | Chris Froome                     | Peter Sagan                  | Thomas De Gendt              | Adam Yates              | BMC Racing Team           | Jeremy Roy                       |
| 15.                 | Jarlinson Pantano   | Chris Froome                     | Peter Sagan                  | Rafał Majka                  | Adam Yates              | Movistar Team             | Rafał Majka                      |
| 16.                 | Peter Sagan         | Chris Froome                     | Peter Sagan                  | Rafał Majka                  | Adam Yates              | Movistar Team             | Julian Alaphilippe & Tony Martin |
| 17.                 | Ilnur Zakarin       | Chris Froome                     | Peter Sagan                  | Rafał Majka                  | Adam Yates              | Movistar Team             | Jarlinson Pantano                |
| 18.                 | Chris Froome        | Chris Froome                     | Peter Sagan                  | Rafał Majka                  | Adam Yates              | Movistar Team             | —                                |
| 19.                 | Romain Bardet       | Chris Froome                     | Peter Sagan                  | Rafał Majka                  | Adam Yates              | Movistar Team             | Rui Costa                        |
| 20.                 | Jon Izagirre        | Chris Froome                     | Peter Sagan                  | Rafał Majka                  | Adam Yates              | Movistar Team             | Jarlinson Pantano                |
| 21.                 | André Greipel       | Chris Froome                     | Peter Sagan                  | Rafał Majka                  | Adam Yates              | Movistar Team             | —                                |
| Konečné pořadí 2016 | Konečné pořadí 2016 | Celková klasifikace Chris Froome | Bodovací soutěže Peter Sagan | Vrchařská soutěž Rafał Majka | Mladý jezdec Adam Yates | Soutěž týmů Movistar Team | Nejaktivnější jezdec Peter Sagan |

## Celková klasifikace
| Legenda            | Legenda                              | Legenda              | Legenda                                            |
| ------------------ | ------------------------------------ | -------------------- | -------------------------------------------------- |
| Žlutý trikot       | Dres pro lídra Celkové klasifikace   | Puntíkovaný trikot   | Dres pro lídra Vrchařské soutěže                   |
| Zelený trikot      | Dres pro lídra Bodovací soutěže      | Bílý trikot          | Dres pro lídra v soutěži o Mladého jezdce          |
| Týmová klasifikace | Dres pro nejlepší tým v Soutěži týmů | Nejaktivnější jezdec | Dres pro vítěze v soutěži o Nejaktivnějšího jezdce |

|     | Jezdec                   | Tým                | Čas         |
| --- | ------------------------ | ------------------ | ----------- |
| 1.  | Chris Froome (GBR)       | Team Sky           | 89h 04' 48" |
| 2.  | Romain Bardet (FRA)      | Ag2r La Mondiale   | + 4' 05"    |
| 3.  | Nairo Quintana (COL)     | Movistar Team      | + 4' 21"    |
| 4.  | Adam Yates (GBR)         | Orica-BikeExchange | + 4' 42"    |
| 5.  | Richie Porte (AUS)       | BMC Racing Team    | + 5' 17"    |
| 6.  | Alejandro Valverde (ESP) | Movistar Team      | + 6' 16"    |
| 7.  | Joaquim Rodríguez (ESP)  | Team Kaťuša        | + 6' 58"    |
| 8.  | Louis Meintjes (JAR)     | Lampre–Merida      | + 6' 58"    |
| 9.  | Dan Martin (IRL)         | Etixx-Quick-Step   | + 7' 04"    |
| 10. | Roman Kreuziger (CZE)    | Team Tinkoff-Saxo  | + 7' 11"    |

|     | Jezdec                   | Tým                | Body |
| --- | ------------------------ | ------------------ | ---- |
| 1.  | Peter Sagan (SVK)        | Team Tinkoff-Saxo  | 470  |
| 2.  | Marcel Kittel (GER)      | Etixx-Quick-Step   | 228  |
| 3.  | Michael Matthews (AUS)   | Orica-BikeExchange | 199  |
| 4.  | André Greipel (GER)      | Lotto-Soudal       | 178  |
| 5.  | Alexander Kristoff (NOR) | Team Kaťuša        | 172  |
| 6.  | Bryan Coquard (FRA)      | Direct Énergie     | 156  |
| 7.  | Thomas de Gendt (BEL)    | Lotto-Soudal       | 154  |
| 8.  | Greg Van Avermaet (BEL)  | BMC Racing Team    | 136  |
| 8.  | Chris Froome (GBR)       | Team Sky           | 131  |
| 10. | Rafał Majka (POL)        | Team Tinkoff-Saxo  | 120  |

|     | Jezdec                  | Tým               | Body |
| --- | ----------------------- | ----------------- | ---- |
| 1.  | Rafał Majka (POL)       | Team Tinkoff-Saxo | 209  |
| 2.  | Thomas de Gendt (BEL)   | Lotto-Soudal      | 130  |
| 3.  | Jarlinson Pantano (COL) | IAM Cycling       | 121  |
| 4.  | Ilnur Zakarin (RUS)     | Team Kaťuša       | 84   |
| 5.  | Rui Costa (POR)         | Lampre-Merida     | 76   |
| 6.  | Serge Pauwels (BEL)     | Dimension Data    | 62   |
| 7.  | Stef Clement (NED)      | IAM Cycling       | 53   |
| 8.  | Vincenzo Nibali (ITA)   | Astana Pro Team   | 36   |
| 9.  | Kristijan Đurasek (CRO) | Lampre-Merida     | 36   |
| 10. | Thomas Voeckler (FRA)   | Direct Énergie    | 33   |

|     | Jezdec                   | Tým                    | Čas          |
| --- | ------------------------ | ---------------------- | ------------ |
| 1.  | Adam Yates (GBR)         | Orica-BikeExchange     | 89h 09' 30"  |
| 2.  | Louis Meintjes (RSA)     | Lampre-Merida          | + 2' 16"     |
| 3.  | Emanuel Buchmann (GER)   | Bora-Argon 18          | + 42' 58"    |
| 4.  | Warren Barguil (FRA)     | Team Giant-Alpecin     | + 47' 32"    |
| 5.  | Wilco Kelderman (NED)    | Team LottoNL–Jumbo     | + 1h 19' 56" |
| 6.  | Julian Alaphilippe (FRA) | Etixx-Quick-Step       | + 1h 55' 27" |
| 7.  | Jan Polanc (SLO)         | Lampre-Merida          | + 2h 13' 42" |
| 8.  | Eduardo Sepúlveda (ARG)  | Fortuneo-Vital Concept | + 2h 23' 45" |
| 9.  | Alexej Lucenko (KAZ)     | Astana Pro Team        | + 2h 37' 10" |
| 10. | Patrick Konrad (AUT)     | Bora-Argon 18          | + 2h 41' 50" |

### Soutěž týmů
| Poz. | Tým              | Čas          |
| ---- | ---------------- | ------------ |
| 1.   | Movistar Team    | 267h 20' 45" |
| 2.   | Team Sky         | + 8' 14"     |
| 3.   | BMC Racing Team  | + 48' 11"    |
| 4.   | AG2R La Mondiale | + 56' 50"    |
| 5.   | Astana Pro Team  | + 1h 16' 58" |
| 6.   | Tinkoff          | + 1h 52' 23" |
| 7.   | Trek–Segafredo   | + 2h 00' 16" |
| 8.   | IAM Cycling      | + 2h 10' 03" |
| 9.   | Team Katusha     | + 2h 29' 13" |
| 10.  | Lampre–Merida    | + 2h 35' 18" |

## Galerie Tour

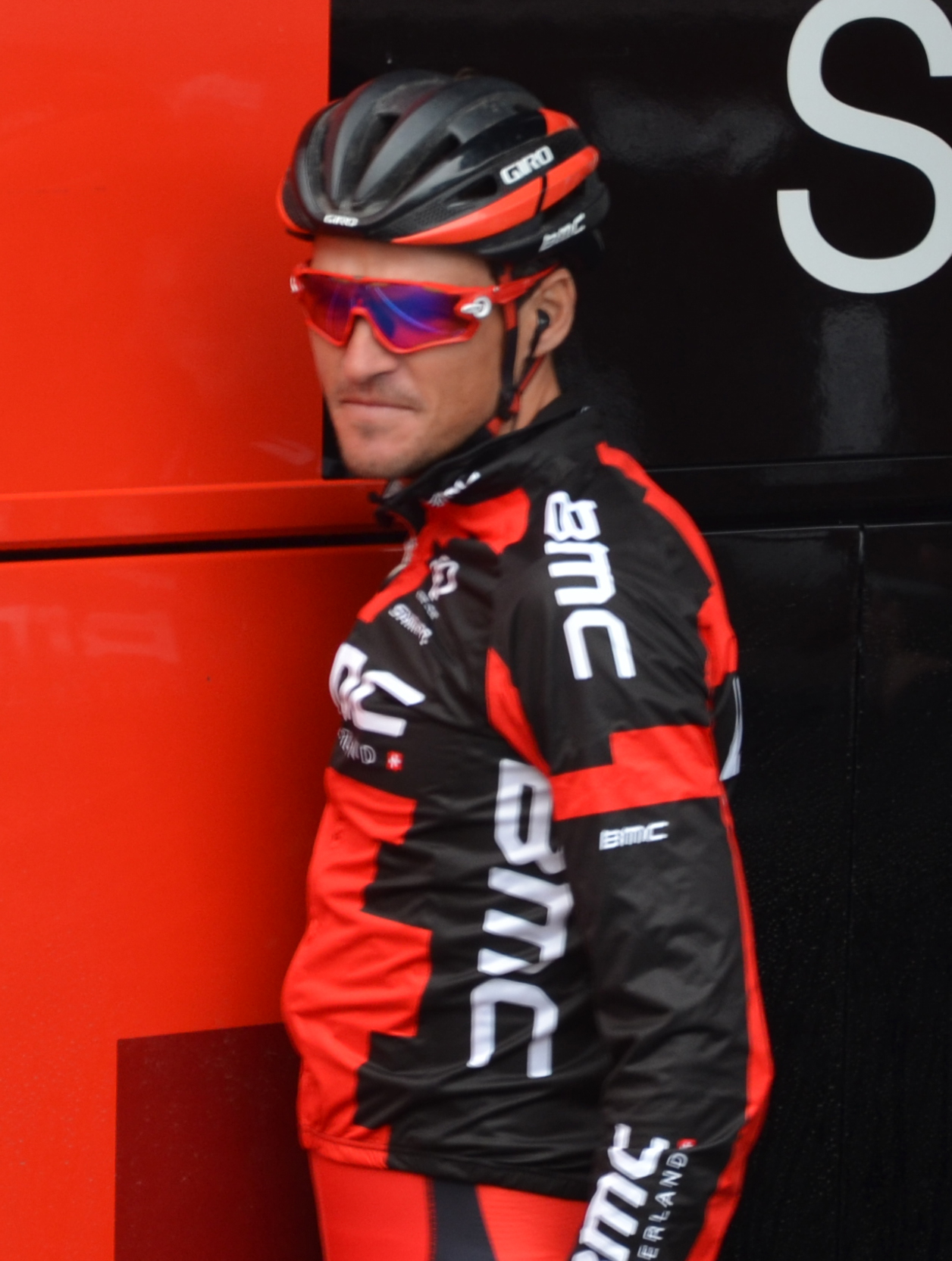
Belgičan Greg Van Avermaet před 2. etapou
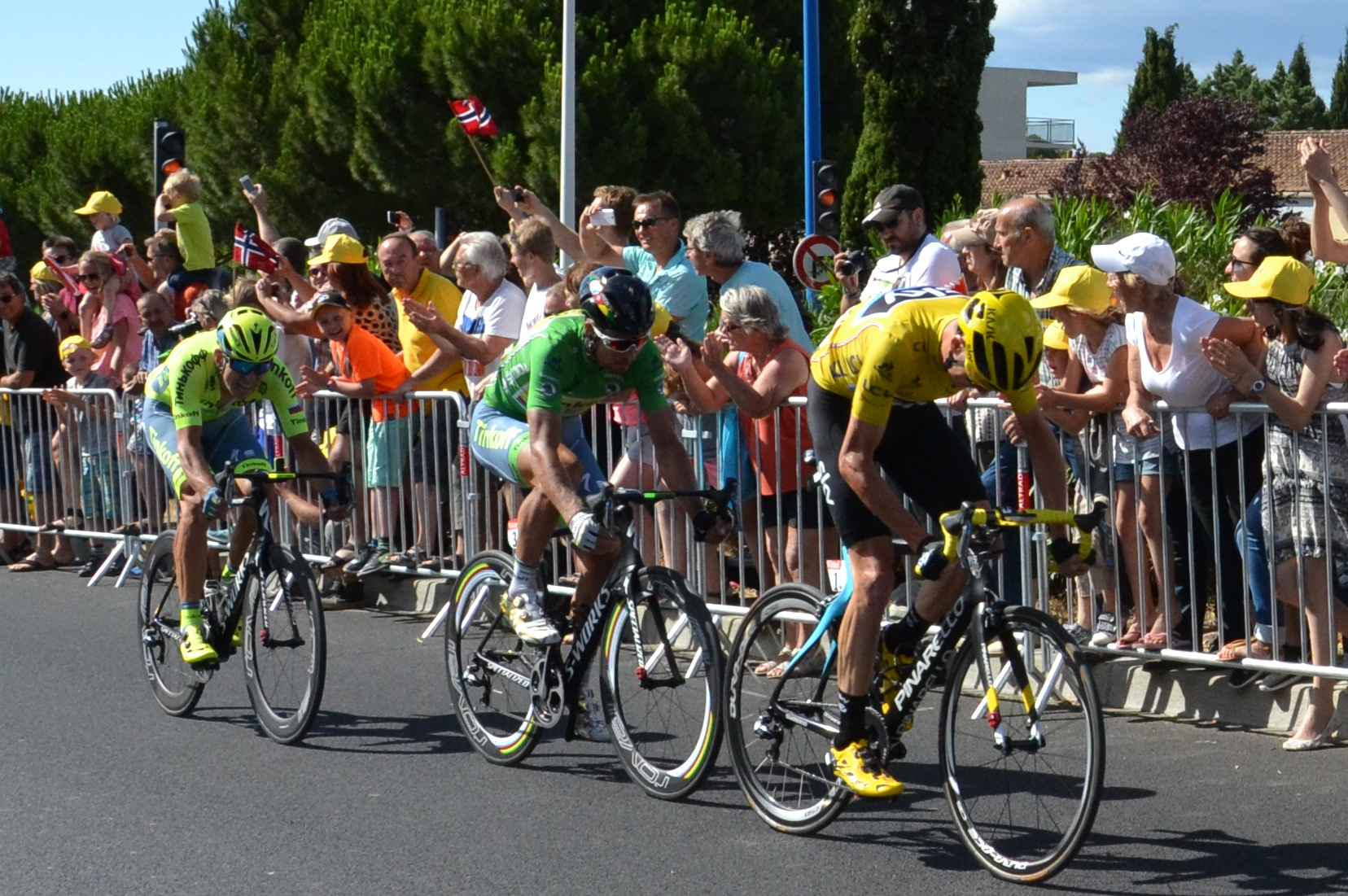
Finišující trojice zleva Maciej Bodnar, Peter Sagan a Chris Froome v 11. etapě
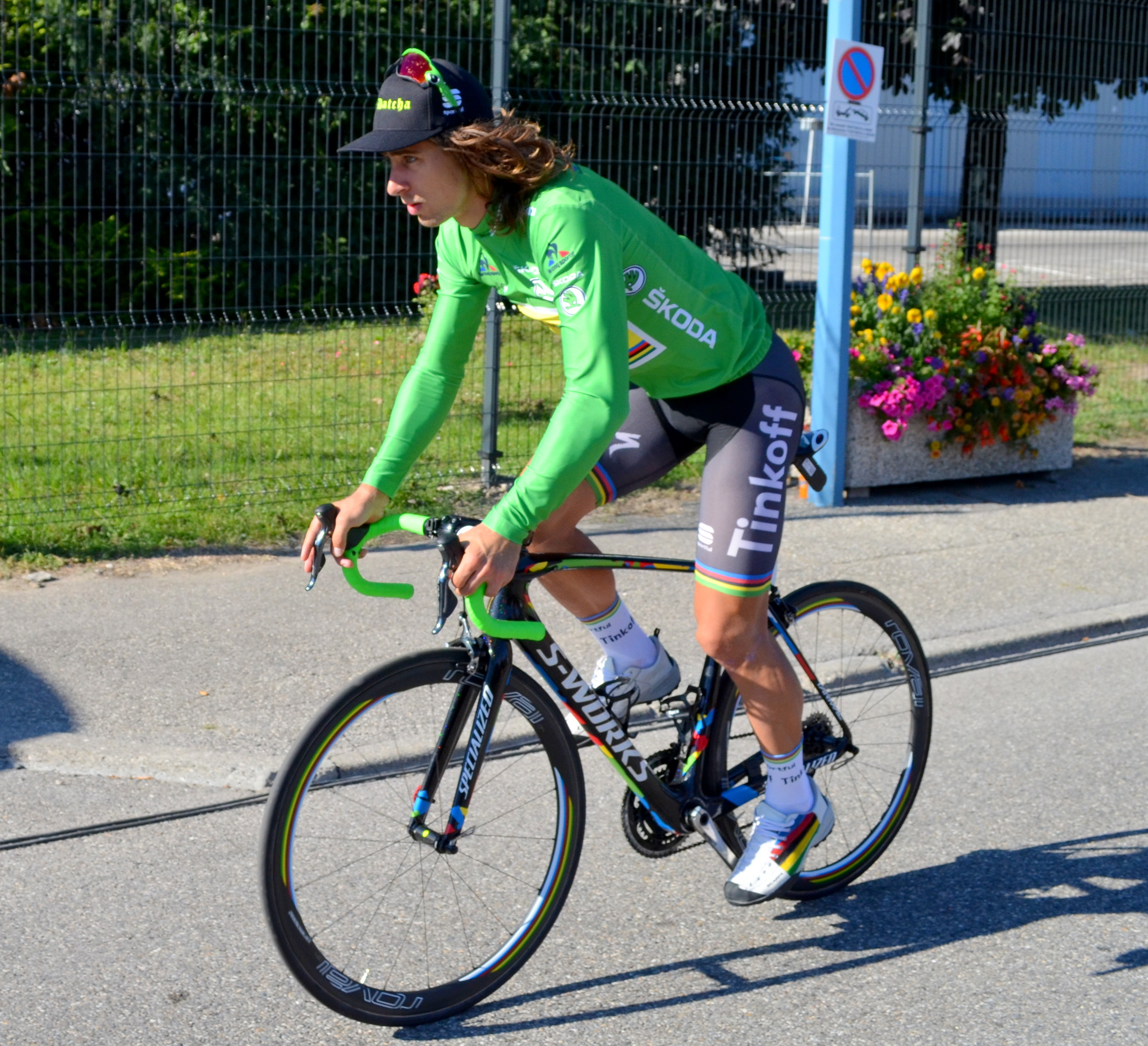
Peter Sagan v Zeleném trikotu pro vedoucího jezdce bodovací soutěže
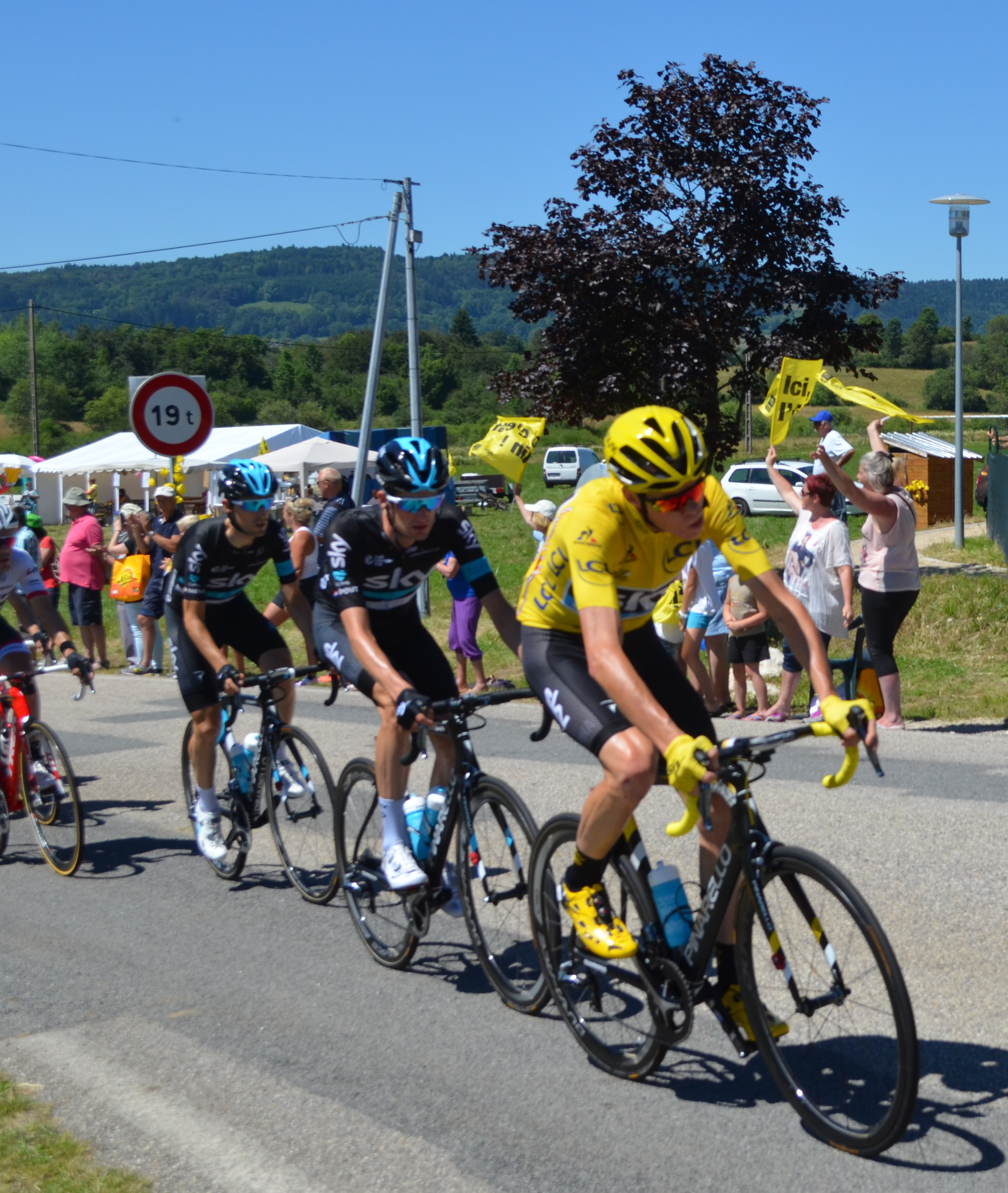
Chris Froome v žlutém trikotu se svými kolegy z týmu Sky v 15. etapě
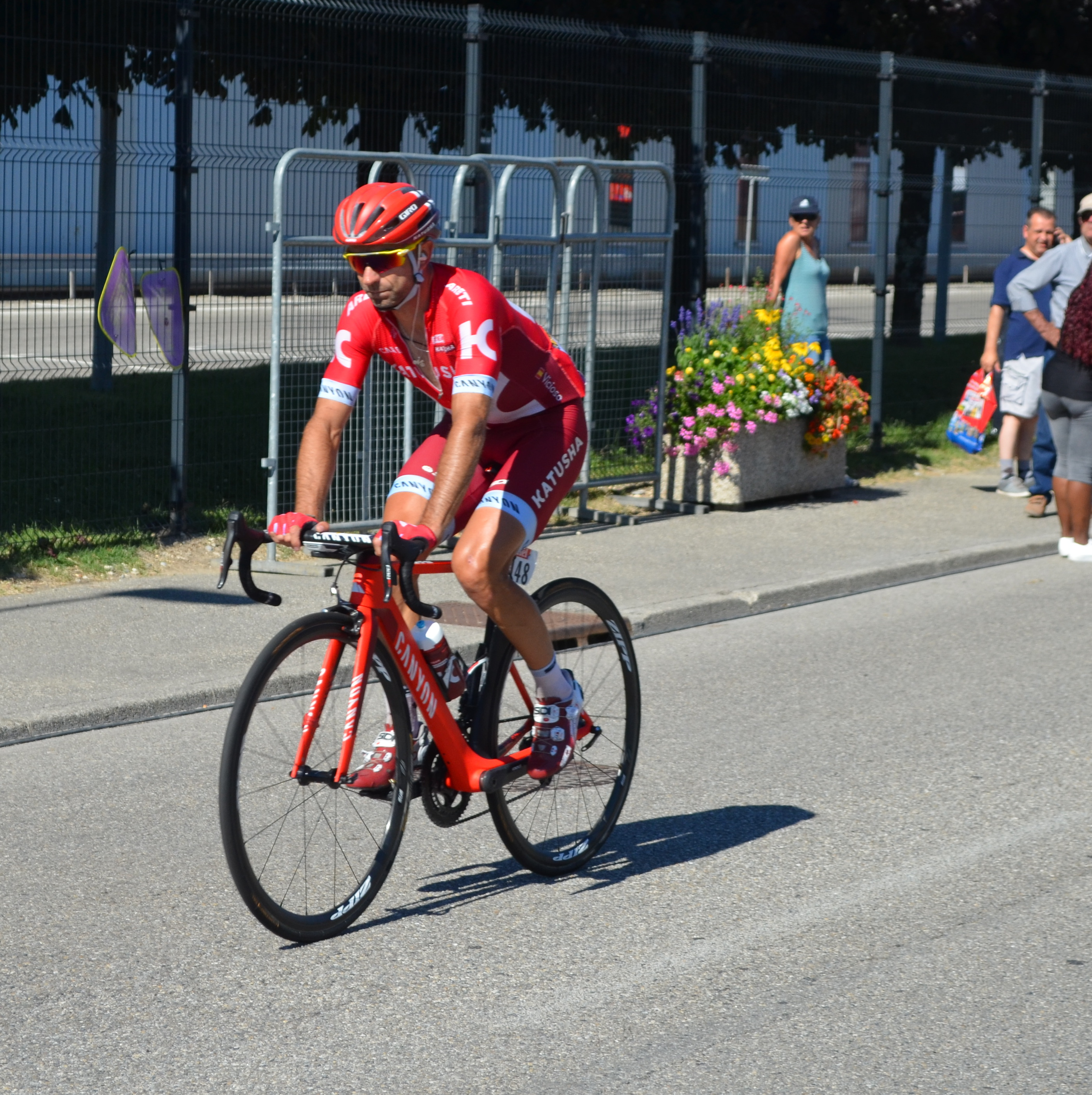
Joaquim Rodríguez v dresu týmu Kaťuša v 15. etapě